# Besigheim
Besigheim – miasto w Niemczech, w kraju związkowym Badenia-Wirtembergia, w rejencji Stuttgart, w regionie Stuttgart, w powiecie Ludwigsburg, siedziba związku gmin Besigheim. Leży nad ujściem Enz do Neckaru, ok. 15 km na północ od Ludwigsburga, przy drodze krajowej B27 i linii kolejowej Heilbronn–Kornwestheim.
W mieście jest przystanek kolejowy Besigheim.

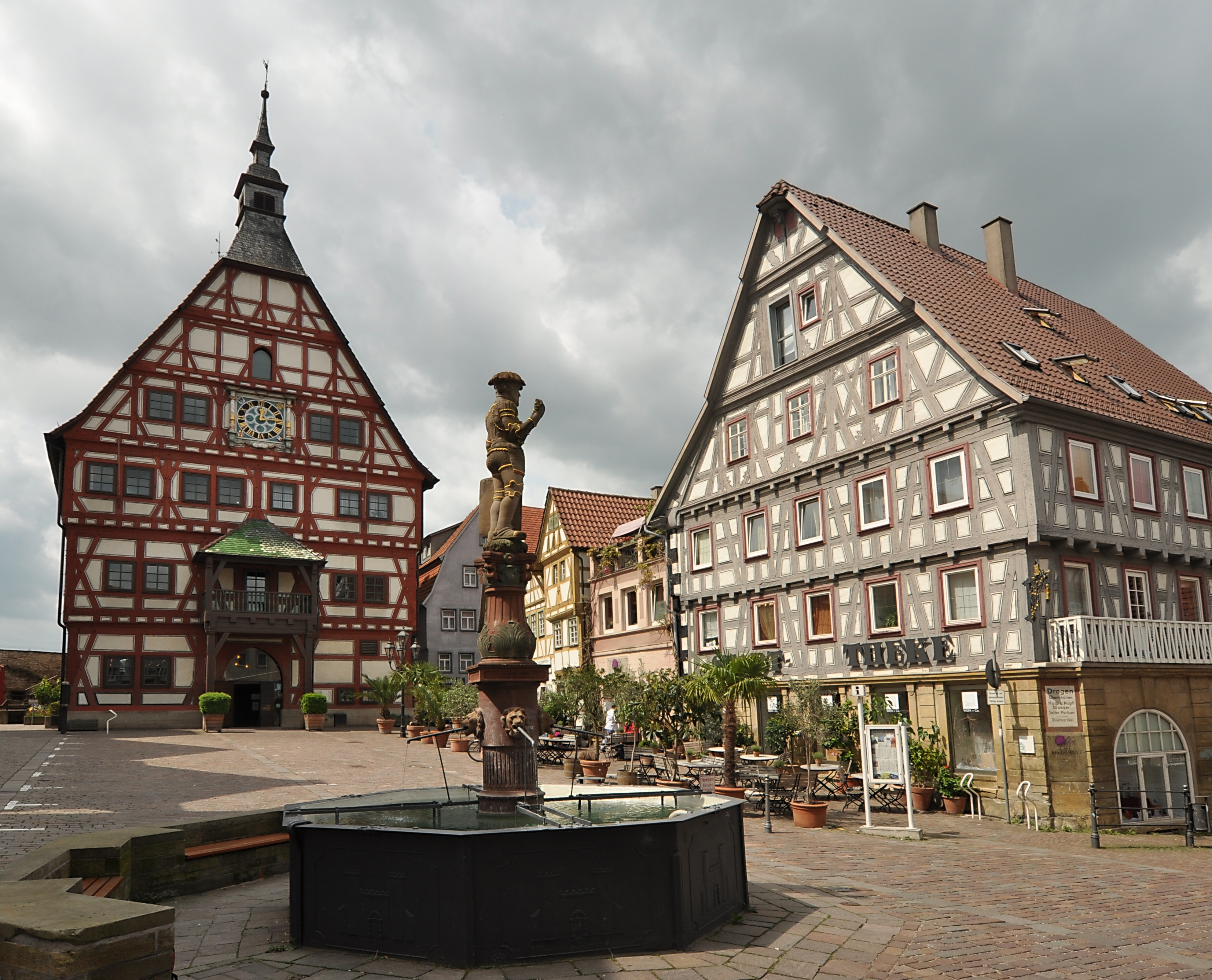
Rynek